# جایزه معماری پریتزکر
جایزهٔ معماری پریتْزْکِر هر ساله «به‌منظور بزرگداشت معمار یا معمارانی زنده اهدا می‌شود که آثار ساخته‌شدهٔ ایشان دلالت بر ترکیبی از صفاتی چون استعداد، بینش، و تعهد داشته و  از طریق هنر معماری خدماتی قابل توجه و پیوسته را به بشریت و محیط مصنوع کرده‌اند».
این جایزه را جی آرتور پریتزکر و همسرش سیندی در سال ۱۹۷۹ بنیان گذاردند و خانواده پریتزکر و بنیاد هایت هزینه‌های آن را تأمین می‌کنند.
جایزهٔ پریتزکر از برترین جوایز معماری دنیا به‌شمار می‌رود
و به‌کرات از آن با عنوان جایزه نوبل معماری یاد شده‌است.
به نوشتهٔ وبگاه این جایزه برندگان آن «فارغ از ملیت، نژاد، مذهب، یا مرام» انتخاب می‌شوند.
به برندهٔ جایزه ۱۰۰٬۰۰۰ دلار آمریکا، یک گواهی تقدیر، و از سال ۱۹۸۷ به بعد یک مدال برنز با طرحی الهام‌گرفته از آثار لویی سالیوان اهدا می‌شود که روی آن سه کلمهٔ لاتین firmitas (ایستایی)، utilitas (کارایی)، و venustas (زیبایی) (سه کیفیت مطلوب معماری از نظر ویتروویوس، معمار روم باستان) حک شده‌است. پیش از ۱۹۸۷ به جای این مدال برنز مجسمه‌ای از هنری مور (که در نسخهٔ محدود ساخته شده‌بود) به برنده اهدا می‌شد.
مدیر نهاد اجرایی جایزه مارتا تورن
فهرست نامزدها را با پرسش از برندگان پیشین، دانشگاهیان، منتقدان، و دیگر افرادی که «تخصص و علاقه‌ای در زمینهٔ معماری دارند» تهیه می‌کند.
هر معمار دارای پروانهٔ اشتغال نیز می‌تواند با ارسال تقاضایی پیش از یکم نوامبر هر سال خود را نامزد دریافت جایزه سال آتی کند. در ۱۹۸۸ گوردون بانشفت خودش را نامزد کرد و در نهایت برندهٔ جایزه شد.
هیئت داوری، که هر سال متشکل از پنج تا نُه متخصص شناخته‌شده در زمینه‌های «معماری، کسب‌وکار، آموزش، نشر، و فرهنگ» است، در اوایل سال میلادی نامزدها را می‌سنجد و برنده را در بهار آن سال اعلام می‌کند.
رئیس کنونی نهاد جایزه استیون برایر است. این سمت پیشتر بر عهدهٔ جان کارتر براون (۱۹۷۹–۲۰۰۲)، جیکوب روتشیلد (۲۰۰۳–۲۰۰۴)، پیتر پالومبو (۲۰۰۵–۲۰۱۵)، و گلن مورکات (۲۰۱۷–۲۰۱۸) بوده‌است.

## برندگان
فیلیپ جانسون در سال ۱۹۷۹ «برای ۵۰ سال تخیل و سرزندگی‌ای که در تعداد بیشماری موزه، نمایش‌خانه، کتابخانه، خانه، باغ، و بنای اداری مجسم شده‌است» نخستین برندهٔ جایزهٔ معماری پریتزکر شد.
در سال ۲۰۰۴ زها حدید اولین زنی بود که برندهٔ این جایزه شد.
جوانترین برندهٔ جایزه هم ریوئه نیشی‌زاوایِ ۴۴ساله در سال ۲۰۱۰ بود.
شرکای معماری برندهٔ جایزه (ژاک هرتزوگ و پیر دمورن در سال ۲۰۰۱، و کازویو سجیما و نیشی‌زاوا در سال ۲۰۱۰) در دریافت جایزه نیز شریک بوده‌اند.
در ۱۹۸۸ گوردون بانشفت و اسکار نیمایر هر دو به شکل مستقل برندهٔ جایزه شدند.
در سال ۲۰۱۷ رافائل آراندا، کارمه پیجم، و رامون ویالتا نخستین گروه سه نفره‌ای بودند که برندهٔ این جایزه شدند.
برندهٔ جایزهٔ معماری پریتزکر در سال ۲۰۲۲ دیبدو فرانسیس کره است.
| ردیف | سال  | برنده                                                      | ملیّت               | عکس | نمونه‌اثر (سال تکمیل) | نمونه‌اثر (سال تکمیل)                              | مکان اهدای جایزه                               | منبع          |
| ---- | ---- | ---------------------------------------------------------- | ------------------ | --- | -------------------- | ------------------------------------------------- | ---------------------------------------------- | ------------- |
| ۱    | ۱۹۷۹ | فیلیپ جانسون                                               | آمریکا             |     |                      | خانه شیشه‌ای (۱۹۴۹)                                | دامبرتون اکس، واشینگتن، دی.سی.                 | [ ۱۸ ]        |
| ۲    | ۱۹۸۰ | لوئیس باراگان                                              | مکزیک              |     |                      | تورس د ستلیته (۱۹۵۷)                              | دامبرتون اکس، واشینگتن، دی.سی.                 | [ ۶ ]         |
| ۳    | ۱۹۸۱ | جیمز استیرلینگ                                             | بریتانیا           |     |                      | کتابخانه تاریخ استیلی (۱۹۶۸)                      | موزه ساختمان ملی، واشینگتن، دی.سی.             | [ ۱۹ ]        |
| ۴    | ۱۹۸۲ | کوین روشه                                                  | ایرلند آمریکا      |     |                      | ساختمان شوالیه‌های کلمبوس (۱۹۶۹)                   | مؤسسه هنر شیکاگو                               | [ ۴ ]         |
| ۵    | ۱۹۸۳ | آی.ام. پی                                                  | آمریکا             |     |                      | نگارخانه ملی هنر، ساختمان شرقی (۱۹۷۸)             | موزه متروپولیتن نیویورک                        | [ ۲۲ ]        |
| ۶    | ۱۹۸۴ | ریچارد مایر                                                | آمریکا             |     |                      | موزه هنرهای (۱۹۸۳)                                | نگارخانه ملی هنر (آمریکا)، واشینگتن، دی.سی.    | [ ۴ ]         |
| ۷    | ۱۹۸۵ | هانس هولاین                                                | اتریش              |     |                      | موزه ابتیبرگ (۱۹۸۲)                               | کتابخانه هانتینگتون، سان مارینو، کالیفرنیا     | [ ۴ ]         |
| ۸    | ۱۹۸۶ | گوتفرید بوهم                                               | آلمان (آلمان غربی) |     |                      | کلیسای رستاخیز مسیح، کلن (۱۹۶۸)                   | تالار زرگران، لندن                             | [ ۴ ]         |
| ۹    | ۱۹۸۷ | کنزو تانگه                                                 | ژاپن               |     |                      | کلیسای جامع مریم مقدس (۱۹۶۴)                      | موزه هنر کیمبل، فورت وورث، تگزاس               | [ ۲۳ ]        |
| ۱۰   | ۱۹۸۸ | گوردون بانشفت (جایزهٔ مشترک)                                | آمریکا             |     |                      | کتابخانه اسناد و کتاب‌های نادر باینیکی (۱۹۶۳)      | مؤسسه هنر شیکاگو                               | [ ۴ ] [ ۲۴ ]  |
| ۱۰   | ۱۹۸۸ | اسکار نیمایر (جایزهٔ مشترک)                                 | برزیل              |     |                      | کلیسای جامع برازیلیا (۱۹۵۸)                       | مؤسسه هنر شیکاگو                               | [ ۴ ] [ ۲۴ ]  |
| ۱۱   | ۱۹۸۹ | فرانک گری                                                  | کانادا آمریکا      |     |                      | تالار کنسرت والت دیزنی (۲۰۰۳)                     | تودای‌جی، نارا، ژاپن                            | [ ۲۲ ]        |
| ۱۲   | ۱۹۹۰ | آلدو روسی                                                  | ایتالیا            |     |                      | موزه بونه‌فانتن (۱۹۹۰)                             | پالازو گراسی، ونیز                             | [ ۲۶ ]        |
| ۱۳   | ۱۹۹۱ | رابرت ونچوری                                               | آمریکا             |     |                      | نگارخانه ملی لندن، بال سینزبری (۱۹۹۱)             | کاخ ایتروبیده، مکزیکو سیتی                     | [ ۲۷ ]        |
| ۱۴   | ۱۹۹۲ | آلوارو سیزا                                                | پرتغال             |     |                      | اکسپو ۱۹۹۸ (۱۹۹۸)                                 | کتابخانه هارولد واشینگتن، شیکاگو               | [ ۲۸ ]        |
| ۱۵   | ۱۹۹۳ | فومیهیکو ماکی                                              | ژاپن               |     |                      | ورزشگاه متروپولیتن توکیو (۱۹۹۱)                   | قلعه پراگ                                      | [ ۲۳ ]        |
| ۱۶   | ۱۹۹۴ | کریستیان دپورتزآمپاک                                       | فرانسه             |     |                      | سفارت فرانسه در برلین (۲۰۰۳)                      | مرکز همایش کلمبوس، ایندیانا                    | [ ۲۹ ]        |
| ۱۷   | ۱۹۹۵ | تادائو آندو                                                | ژاپن               |     |                      | کلیسای نور (۱۹۸۹)                                 | پتی تریانو، ورسای                              | [ ۳۰ ]        |
| ۱۸   | ۱۹۹۶ | رافائل مونئو                                               | اسپانیا            |     |                      | ادیتوریوم و مرکز همایش کورسال (۱۹۹۹)              | مرکز گتی، لس‌آنجلس                              | [ ۲۲ ]        |
| ۱۹   | ۱۹۹۷ | سور فهن                                                    | نروژ               |     |                      | موزه یخچال‌های طبیعی نروژ (۱۹۹۱)                   | موزه گوگنهایم بیلبائو                          | [ ۳۱ ]        |
| ۲۰   | ۱۹۹۸ | رنزو پیانو                                                 | ایتالیا            |     |                      | فرودگاه بین‌المللی کانزای (۱۹۹۴)                   | کاخ سفید، واشینگتن، دی.سی.                     | [ ۳۲ ]        |
| ۲۱   | ۱۹۹۹ | نورمن فاستر                                                | بریتانیا           |     |                      | پل هزاره لندن (۲۰۰۰)                              | موزه آلتس، برلین                               | [ ۲۲ ]        |
| ۲۲   | ۲۰۰۰ | رم کولهاس                                                  | هلند               |     |                      | کازا دا موزیکا، پورتو (۲۰۰۳)                      | پارک باستان‌شناسی اورشلیم                       | [ ۳۳ ]        |
| ۲۳   | ۲۰۰۱ | هرتزوگ و دمورن                                             | سوئیس              |     |                      | تیت مدرن (۲۰۰۰)                                   | مانتیسلو، شارلوتسویل، ویرجینیا                 | [ ۳۴ ]        |
| ۲۴   | ۲۰۰۲ | گلن مورکات                                                 | استرالیا           |     |                      | برورا واترز این (۱۹۸۳)                            | کاپیتول، رم                                    | [ ۳۵ ]        |
| ۲۵   | ۲۰۰۳ | یورن اوتزان                                                | دانمارک            |     |                      | تالار اپرای سیدنی (۱۹۷۳)                          | آکادمی سلطنتی هنرهای زیبای سان فرناندو، مادرید | [ ۳۶ ]        |
| ۲۶   | ۲۰۰۴ | زها حدید                                                   | عراق بریتانیا      |     |                      | مرکز هنرهای معاصر سینسینتی (۲۰۰۳)                 | موزه ارمیتاژ، سن‌پترزبورگ                       | [ ۲۲ ]        |
| ۲۷   | ۲۰۰۵ | تام مین                                                    | آمریکا             |     |                      | ساختمان فدرال سان فرانسیسکو (۲۰۰۷)                | غرفه جی پریتزکر، شیکاگو                        | [ ۳۸ ]        |
| ۲۸   | ۲۰۰۶ | پائولو مندز دا روشا                                        | برزیل              |     |                      | نمازخانه سن پیترو، سائو پائولو (۱۹۸۷)             | کاخ دلمه‌باغچه، استانبول                        | [ ۳۹ ]        |
| ۲۹   | ۲۰۰۷ | ریچارد راجرز                                               | بریتانیا           |     |                      | ساختمان لویدز (۱۹۸۶)                              | بانکتینگ هاوس، وایت‌هال، لندن                   | [ ۴۱ ]        |
| ۳۰   | ۲۰۰۸ | ژان نوول                                                   | فرانسه             |     |                      | توره گلوریس (۲۰۰۵)                                | کتابخانه کنگره، واشینگتن، دی.سی.               | [ ۲۲ ] [ ۴۲ ] |
| ۳۱   | ۲۰۰۹ | پیتر زومتور                                                | سوئیس              |     |                      | مرکز آب‌درمانی والس (۱۹۹۶)                         | کاخ قانون‌گذاری بوئنوس آیرس                     | [ ۲۲ ] [ ۴۳ ] |
| ۳۲   | ۲۰۱۰ | کازویو سجیما و ریوئه نیشی‌زاوا (ساناآ)                      | ژاپن               |     |                      | موزه هنرهای معاصر قرن بیست‌ویکم، کانازاوا (۲۰۰۳)   | جزیره ایلیس، نیویورک                           | [ ۴۴ ]        |
| ۳۳   | ۲۰۱۱ | ادواردو سوتو د مورا                                        | پرتغال             |     |                      | ورزشگاه شهری براگا (۲۰۰۴)                         | ادیتوریوم اندرو دابلیو. ملون، واشینگتن، دی.سی. | [ ۴۵ ]        |
| ۳۴   | ۲۰۱۲ | وانگ شو                                                    | چین                |     |                      | موزه تاریخ نانگبو (۲۰۰۸)                          | تالار بزرگ خلق، پکن                            | [ ۴۶ ]        |
| ۳۵   | ۲۰۱۳ | تویو ایتو                                                  | ژاپن               |     |                      | کتابخانه سندای (۲۰۰۱)                             | کتابخانه و موزه جان اف. کندی، بوستون           | [ ۴۷ ]        |
| ۳۶   | ۲۰۱۴ | شیگرو بان                                                  | ژاپن               |     |                      | مرکز پمپیدو-متس (۲۰۱۰)                            | موزه ملی آمستردام، آمستردام                    | [ ۴۸ ]        |
| ۳۷   | ۲۰۱۵ | فرای اتو                                                   | آلمان              |     |                      | ورزشگاه المپیک مونیخ (۱۹۷۲)                       | نیو ورلد سنتر، میامی                           | [ ۴۹ ] [ ۵۰ ] |
| ۳۸   | ۲۰۱۶ | الخاندرو آراونا                                            | شیلی               |     |                      | برج‌های تایلندی، دانشگاه کاتولیک پاپی شیلی (۲۰۰۵)  | مقر سازمان ملل متحد، نیویورک                   | [ ۵۱ ] [ ۵۲ ] |
| ۳۹   | ۲۰۱۷ | رافائل آراندا، کارمه پیجم، و رامون ویالتا (معماران آرسی‌آر) | اسپانیا            |     |                      | کتابخانه سنت آنتونی، بارسلونا (۲۰۰۸)              | قصر آکاساکا، توکیو                             | [ ۵۳ ]        |
| ۴۰   | ۲۰۱۸ | بالکریشنا دوشی                                             | هند                |     |                      | مؤسسه هندی مدیریت، بنگلور (۱۹۷۷–۱۹۹۲، در چند فاز) | موزه آقاخان، تورنتو                            | [ ۵۴ ] [ ۵۵ ] |
| ۴۱   | ۲۰۱۹ | آراتا ایسوزاکی                                             | ژاپن               |     |                      | موزه هنر میتو (۱۹۹۰)                              | کاخ ورسای                                      | [ ۵۶ ]        |
| ۴۲   | ۲۰۲۰ | ایوون فارل و شلی مک‌نامارا                                  | ایرلند             |     |                      | ساختمان گرافتون دانشگاه بوکونی (۲۰۰۷)             | به‌صورت برخط                                    |               |
| ۴۳   | ۲۰۲۱ | آن لاکاتون و ژان فیلیپ واسال                               | فرانسه             |     |                      | مدرسه ملی معماری نانت (۲۰۰۹)                      | به‌صورت برخط                                    | [ ۵۸ ]        |
| ۴۴   | ۲۰۲۲ | دیبدو فرانسیس کره                                          | بورکینافاسو آلمان  |     |                      | مرکز معماری زمین در موپتی مالی (۲۰۱۰)             | ساختمان مارشال مدرسه اقتصاد لندن، لندن         | [ ۵۹ ]        |
| ۴۴   | ۲۰۲۳ | دیوید چیپرفیلد                                             | بریتانیا           |     |                      | موزه نو برلین، برلین (۱۹۹۷–۲۰۰۹)                  | آگورای باستانی آتن                             | [ ۶۰ ]        |
| ۴۵   | ۲۰۲۴ | ریکن یاماموتو                                              | ژاپن               |     |                      | موزه هنر یوکوسوکا در کاناگاوا در ژاپن (۲۰۰۷)      | موزهٔ هنر شیکاگو                                | [ ۶۱ ]        |

## حواشی
در سال ۲۰۱۳، گروه دانشجویی «زنان در طراحی» در مدرسه عالی طراحی هاروارد در طوماری خواستار آن شدند که دنیس اسکات براون، همسر رابرت ونچوری (برندهٔ جایزهٔ پریتزکر در سال ۱۹۹۱)، در افتخار دریافت این جایزه با او شریک شناخته شود. این طومار گفتمان دربارهٔ تبعیض جنسیتی در معماری را ترویج داد و به نوشتهٔ نیویورک تایمز «تنش‌های دیرپا در دنیای معماری را بر سر اینکه آیا در حرفه‌ای که معتبرترین جایزه‌اش تا سال ۲۰۰۴ (که زها حدید برندهٔ این جایزه شد) به زنی داده نشد، جایگاه درخور زنان به‌شکلی پیوسته از ایشان مضایقه شده‌است یا نه احیا کرد.»
بااینکه این طومار با حمایت بین‌المللی چندین برندهٔ پیشین همراه بود، هیئت داوری جایزه اعلام کرد که قابلیت بازبینی اعمال هیئت‌های داوری سابق را ندارد و نمی‌تواند دنیس اسکات براون و لو ونیو (همسران و شرکای ونتوری و وانگ شو، برندگان جایزهٔ پریتزکر در ۱۹۹۱ و ۲۰۱۲) در دریافت جایزه آن سال‌ها شریک بداند.
اسکات براون به سی‌ان‌ان گفت که «به‌عنوان یک زن، در تمام طول زندگی حرفه‌ایش احساس کرده‌است که نخبگان معماری او را طرد کرده‌اند» و «جایزهٔ پریتزکر بر این مغالطه بنیان شده‌است که معماریِ شگرف نتیجهٔ کار یک نابغهٔ مذکر تک‌وتنها است به جای اینکه محصول کار گروهی باشد.»

## یادداشت
1. ↑  Pritzker Architecture Prize
2. ↑  Cindy
3. ↑  Rafael Aranda
4. ↑  Carme Pigem
5. ↑  Ramón Vilalta
6. ↑  روشه در ایرلند متولد شد.[۲۰]
7. ↑  پی در چین متولد شد.[۲۱]
8. ↑  گری در کانادا متولد شد.[۲۵]
9. ↑  حدید در عراق متولد شد.[۳۷]
10. ↑  راجرز در ایتالیا متولد شد.[۴۰]
11. ↑  † جایزهٔ اتو پس از مرگ به او اهداء شد.
12. ↑  مراسم به دلیل دنیاگیری کووید-۱۹ به صورت برخط اجرا شد.
13. ↑  مراسم به دلیل دنیاگیری کووید-۱۹ به صورت برخط اجرا شد.
14. ↑  کره متولد بورکینافاسو است.
15. ↑  ریکن یاماموتو در زمان اشغال چین از سوی ژاپن در شهر پکن چین متولد شده‌است.
16. ↑  Women in Design